# Nyikolaj Jakovlevics Mjaszkovszkij

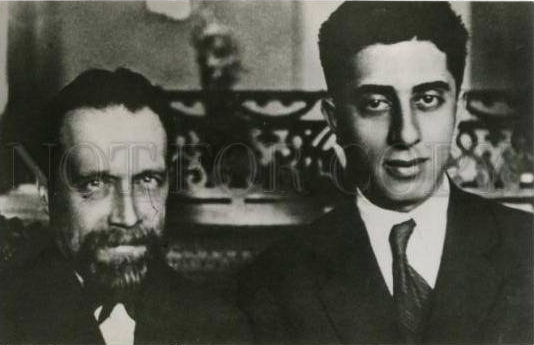
Mjaszkovszkij és Hacsaturján az 1930-as években

Nyikolaj Jakovlevics Mjaszkovszkij (Николай Яковлевич Мясковский) (Novogeorgijevszki erőd, 1881. április 20. [a Julián naptár szerint április 8.] – Moszkva, 1950. augusztus 8.) szovjet–orosz zeneszerző.

## Élete
Édesapja magas rangú hadmérnök volt. Mjaszkovszkij édesanyja halála után fordult a zene felé, amikor nevelését énekesnő nagynénje vette át.  Tanulmányait 1903-ban Gliernél kezdte, majd 1906 és ’11 között a szentpétervári konzervatóriumban Rimszkij-Korszakov és Ljadov növendékeként folytatta. 1908-ban komponálta I. szimfóniáját, ami egész életében a legfőbb műfaja volt. Harcolt az első világháborúban. 1921-től haláláig a moszkvai konzervatórium zeneszerzés-tanára volt. Legismertebb tanítványai Aram Hacsaturján és Dmitrij Kabalevszkij. Zenei újságíróként is dolgozott, és különböző posztokat töltött be a Szovjetunió zenei életében. 1948-ban ő is az SZKP Központi Bizottsága által „formalistának” (el)ítélt komponisták között volt.
27 szimfóniája Csajkovszkij hatását mutatja, komponált versenyműveket, dalokat is.

## Hangfelvételek
- 1. szimfónia, – Youtube.com, Közzététel: 2018. febr. 23.
- 2. szimfónia, – Youtube.com, Közzététel: 2018. máj. 9.
- 3. szimfónia, – Youtube.com, Közzététel: 2018. máj. 9.
- 4. szimfónia, – Youtube.com, Közzététel: 2018. febr. 26.
- 5. szimfónia, – Youtube.com, Közzététel: 2018. febr. 28.
- 6. szimfónia, – Youtube.com, Közzététel: 2012. jún. 18.
- 7. szimfónia, – Youtube.com, Közzététel: 2018. márc. 4.
- 8. szimfónia, – Youtube.com, Közzététel: 2018. márc. 8.
- 9. szimfónia, – Youtube.com, Közzététel: 2018. márc. 9.
- 10. szimfónia, – Youtube.com, Közzététel: 2015. aug. 8.
- 11. szimfónia, – Youtube.com, Közzététel: 2018. márc. 11.
- 12. szimfónia, – Youtube.com, Közzététel: 2018. márc. 13.
- 13. szimfónia, – Youtube.com, Közzététel: 2018. márc. 14.
- 14. szimfónia, – Youtube.com, Közzététel: 2018. márc. 15.
- 15. szimfónia, – Youtube.com, Közzététel: 2018. márc. 17.
- 16. szimfónia, – Youtube.com, Közzététel: 2018. márc. 18.
- 17. szimfónia, – Youtube.com, Közzététel: 2018. márc. 18.
- 18. szimfónia, – Youtube.com, Közzététel: 2018. márc. 19.
- 19. szimfónia, – Youtube.com, Közzététel: 2018. márc. 20.
- 20. szimfónia, – Youtube.com, Közzététel: 2018. márc. 21.
- 21. szimfónia, – Youtube.com, Közzététel: 2017. júl. 24.
- 22. szimfónia, – Youtube.com, Közzététel: 2015. okt. 28.
- 23. szimfónia, – Youtube.com, Közzététel: 2018. márc. 24.
- 24. szimfónia, – Youtube.com, Közzététel: 2018. márc. 25.
- 25. szimfónia, – Youtube.com, Közzététel: 2015. okt. 27.
- 26. szimfónia, – Youtube.com, Közzététel: 2018. márc. 27.
- 27. szimfónia, – Youtube.com, Közzététel: 2018. márc. 28.